# John Forbes Royle

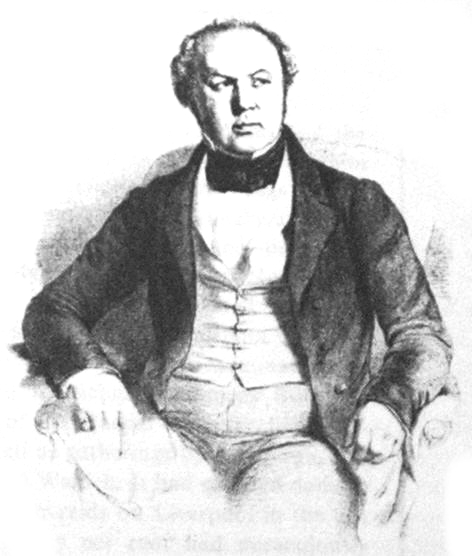
John Forbes Royle

John Forbes Royle (* 20. Mai 1798 in Kanpur, Indien; † 2. Januar 1858 in Acton, Middlesex) war ein englischer Botaniker und Arzt. Sein offizielles botanisches Autorenkürzel lautet „Royle“.

## Leben
Royle schloss sich als Assistenzarzt der Britischen Ostindien-Kompanie an. Er studierte Botanik und Geologie. Von 1823 bis 1832 war er Vorsteher des Botanischen Gartens von Saharanpur. 1834 wurde er zum Mitglied der Deutschen Akademie der Naturforscher Leopoldina gewählt. Von 1837 bis 1856 hielt er eine Professur am King’s College London. Bei der Londoner Weltausstellung von 1851 leitete er die indische Vertretung. Sein Hauptwerk ist das von 1833 bis 1840 entstandene Illustrations of the Botany and other branches of Natural History of the Himalayan Mountains.
Sein Sohn Peter Royle wurde ein bekannter Arzt.

## Ehrungen
Die Pflanzengattung Roylea Wall. ex Benth. aus der Familie der Lippenblütler (Lamiaceae) ist nach ihm benannt. Zudem benannte der Zoologe William Ogilby den Royle-Pfeifhasen (Ochotona roylii) nach ihm.

## Schriften
- On the Antiquity of Hindu Medicine, 1837
- Flora of Cashmere, 2 Bände, 1839
- Illustrations of the Botany and other branches of Natural History of the Himalayan Mountains, 1833–1840
- An Essay on the Productive Resources of India, 1840
- On the Culture and Commerce of Cotton in India and Elsewhere, 1851
- The Fibrous Plants of India fitted for Cordage, 1855